# Lloyd Harris
Lloyd George Muirhead Harris (* 24. Februar 1997 in Kapstadt) ist ein südafrikanischer Tennisspieler.

## Karriere
Lloyd Harris spielt Turniere auf der zweitklassigen Challenger und der erstklassigen ATP Tour. Er konnte bislang 13 Einzel- und vier Doppeltitel auf der Future Tour feiern.
Zu seiner Premiere auf der ATP World Tour kam er 2017 in Antalya. Nachdem er in der Qualifikation bereits ausgeschieden war, rückte er durch verletzungsbedingte Absagen als Lucky Loser ins Hauptfeld nach. Dort verlor er sein Auftaktmatch gegen Janko Tipsarević mit 5:7, 3:6. Im selben Jahr schaffte er in Shenzhen erneut den Sprung in ein Hauptfeld, wo er auf den späteren Finalisten Oleksandr Dolhopolow traf, dem er glatt in zwei Sätzen unterlag. Am 9. Oktober schaffte er erstmals den Sprung unter die Top 200 der Weltrangliste. 2018 gewann er gemeinsam mit Aljaksandr Bury in Anning seinen ersten Challengertitel im Doppel. Im August gewann er in Lexington seinen ersten Einzeltitel auf der Challenger Tour.
2019 konnte er in die Top 100 vordringen und feierte in Paris sein Grand-Slam-Debüt. Dort gelang ihm der Einzug in die zweite Runde. Bei den Wimbledon Championships und den US Open scheiterte er jeweils an seinem Auftaktgegner.
Harris spielt seit 2016 für die südafrikanische Davis-Cup-Mannschaft. Bisher trat er dort nur in den Einzelspielen an und hat eine Bilanz von 11:4 vorzuweisen.

## Erfolge
| Legende (Anzahl der Siege)  |
| Grand Slam                  |
| ATP World Tour Finals       |
| ATP World Tour Masters 1000 |
| ATP World Tour 500          |
| ATP World Tour 250 (1)      |
| ATP Challenger Tour (8)     |

| ATP-Titel nach Belag |
| Hartplatz (0)        |
| Sand (0)             |
| Rasen (1)            |

### Einzel

#### Turniersiege
| Nr. | Datum           | Turnier    | Belag     | Finalgegner        | Ergebnis      |
| --- | --------------- | ---------- | --------- | ------------------ | ------------- |
| 1.  | 5. August 2018  | Lexington  | Hartplatz | Stefano Napolitano | 6:4, 6:3      |
| 2.  | 7. Oktober 2018 | Stockton   | Hartplatz | Marc Polmans       | 6:2, 6:2      |
| 3.  | 3. Februar 2019 | Launceston | Hartplatz | Lorenzo Giustino   | 6:2, 6:2      |
| 4.  | 21. April 2024  | Gwangju    | Hartplatz | Bu Yunchaokete     | 6:2, 3:6, 6:4 |
| 5.  | 28. April 2024  | Shenzhen   | Hartplatz | James Duckworth    | 6:3, 6:3      |
| 6.  | 9. Juni 2024    | Surbiton   | Rasen     | Leandro Riedi      | 7:68, 7:5     |

#### Finalteilnahmen
| Nr. | Datum           | Turnier  | Belag     | Finalgegner    | Ergebnis |
| --- | --------------- | -------- | --------- | -------------- | -------- |
| 1.  | 18. Januar 2020 | Adelaide | Hartplatz | Andrei Rubljow | 3:6, 0:6 |
| 2.  | 20. März 2021   | Dubai    | Hartplatz | Aslan Karazew  | 3:6, 2:6 |

### Doppel

#### Turniersiege

##### ATP Tour
| Nr. | Datum        | Turnier  | Belag | Partner      | Finalgegner                | Ergebnis |
| --- | ------------ | -------- | ----- | ------------ | -------------------------- | -------- |
| 1.  | 1. Juli 2023 | Mallorca | Rasen | Yuki Bhambri | Robin Haase Philipp Oswald | 6:3, 6:4 |

##### ATP Challenger Tour
| Nr. | Datum           | Turnier | Belag     | Partner         | Finalgegner                | Ergebnis          |
| --- | --------------- | ------- | --------- | --------------- | -------------------------- | ----------------- |
| 1.  | 29. April 2018  | Anning  | Sand      | Aljaksandr Bury | Gong Maoxin Zhang Ze       | 6:4, 6:3          |
| 2.  | 27. Januar 2019 | Burnie  | Hartplatz | Dudi Sela       | Mirza Bašić Tomislav Brkić | 6:3, 6:73, [10:8] |

#### Finalteilnahmen
| Nr. | Datum            | Turnier   | Belag         | Partner  | Finalgegner                  | Ergebnis          |
| --- | ---------------- | --------- | ------------- | -------- | ---------------------------- | ----------------- |
| 1.  | 13. Februar 2022 | Rotterdam | Hartplatz (i) | Tim Pütz | Robin Haase Matwé Middelkoop | 6:4, 6:75, [5:10] |

## Abschneiden bei Grand-Slam-Turnieren

### Herreneinzel
| Turnier         | 2018 | 2019 | 2020 | 2021 | 2022 | 2023 | 2024 | 2025 | Karriere |
| --------------- | ---- | ---- | ---- | ---- | ---- | ---- | ---- | ---- | -------- |
| Australian Open | —    | 1    | 1    | 3    | 1    | 2    | 1    | –    | 3        |
| French Open     | Q1   | 2    | 2    | 2    | 1    | 1    | Q2   | 1    | 2        |
| Wimbledon       | Q1   | 1    |      | 2    | —    | 1    | 2    | 2    | 2        |
| US Open         | 1    | 1    | 2    | VF   | —    | 2    | —    |      | VF       |

Zeichenerklärung: S = Turniersieg; F, HF, VF, AF = Einzug ins Finale / Halbfinale / Viertelfinale / Achtelfinale; 1, 2, 3 = Ausscheiden in der 1. / 2. / 3. Hauptrunde; Q1, Q2, Q3 = Ausscheiden in der 1. / 2. / 3. Qualifikationsrunde; nicht ausgetragen

### Herrendoppel
| Turnier         | 2019 | 2020 | 2021 | 2022 | 2023 | Karriere |
| --------------- | ---- | ---- | ---- | ---- | ---- | -------- |
| Australian Open | —    | —    | 1    | 1    | AF   | AF       |
| French Open     | —    | —    | 2    | 1    | 1    | 2        |
| Wimbledon       | 1    |      | 2    | —    | AF   | AF       |
| US Open         | —    | —    | 2    | —    | 2    | 2        |

### Junioreneinzel
| Turnier         | 2015 | Karriere |
| --------------- | ---- | -------- |
| Australian Open | 1    | 1        |
| French Open     | —    | —        |
| Wimbledon       | —    | —        |
| US Open         | AF   | AF       |

### Juniorendoppel
| Turnier         | 2014 | 2015 | Karriere |
| --------------- | ---- | ---- | -------- |
| Australian Open | —    | AF   | AF       |
| French Open     | —    | —    | —        |
| Wimbledon       | 1    | —    | 1        |
| US Open         | —    | HF   | HF       |